# Paurava
Os Pauravas eram uma antiga dinastia indiana no noroeste do subcontinente indiano (atual Índia e Paquistão), à qual o rei Poro pode ter pertencido. 

## Origem

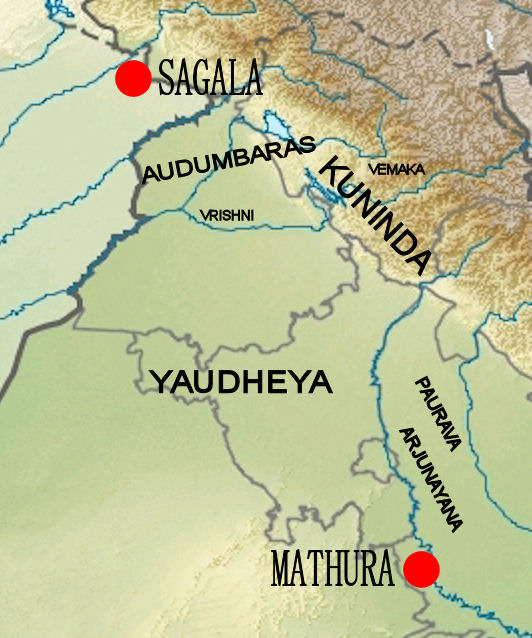
Antigas tribos indígenas entre o rio Indo e o rio Ganges

O reino de Paurava foi um dos reinos mais antigos da Índia, que participou de eventos históricos, e pouco esclarecidos, sobre a história da Índia e das conquistas de persas e gregos. As origens dos Pauravas ainda são contestadas. Estudiosos modernos teorizaram que eles são relacionados à tribo Puru, e que o adversário de Alexandre, o rei Porus, era um Paurava devido à proximidade dos nomes. No entanto, Porus não é mencionado na literatura e história indianas, e os Pauravas mencionados na literatura indiana são um reino muito mais antigo. O reino de Paurava foi um antigo estado que se encontrava dentro do atual estado de Punjab. Paurava se encontrava entre o rio Hydaspes e Acesenes (atual Jhelum e Chenab) no Paquistão, que posteriormente se estendeu até o rio Beás. Este reino se tronou conhecido devido a resistência do rei Poros contra os gregos liderados pelo rei Alexandre, o grande em 326 a.C. Na época da invasão de Alexandre, os Pauravas estavam aparentemente situados no rio Jhelum ou próximo a ele, com o território se estendendo até o rio Chenab. Este não era apenas o reino de Poro, mas também se tornou o limite oriental do Império da Macedônia.A existência do reino de Paurava é datada desde 1500 a.C, quando um rei chamado Sudas, dos pauravas, derrotou dez outros reinos que na batalha dos dez reis. Durante o reinado do rei Poros a capital continuou localizada entre os rios Jhelum e Chenab, região que já foi habitada pelos punjabi, Khatri ou Kshatriyas. Os pauravas haviam sido conquistados por Dario, o grande, rei da Pérsia, que a transformou em uma Satrapia do império aquemênida. Quando Poros lutou contra Alexandre pode-se concluir que a independência do reino de Paurava era recente. A extensão dos territórios aquemênidas também é afirmada por Estrabão em sua "Geografia" (Livro XV), descrevendo as propriedades persas ao longo do Indo:
A posição geográfica das tribos é a seguinte: ao longo do Indo estão os Paropâmisos, acima dos quais fica a montanha Paropâmiso; depois, para o sul, os Aracósias; depois, para o sul, os Gedrósias, com as outras tribos que ocupam litoral; e o Indo fica, latitudinalmente, ao lado de todos esses lugares; e desses lugares, em parte, alguns que se encontram ao longo do Indo são ocupados por índios, embora tenham pertencido aos persas. A Geografia de Estrabão, Livro XV, Capítulo 2, 9
Especialistas acreditam que o Porus foi o rei Shoorsaini, cujo soldados empunhavam em linha de frente estandartes com símbolos do herói da mitologia grega Hércules. Especulasse de que os gregos acreditavam que Hércules esteve na índia em uma de suas viagens. “Este Hércules de Megasthenes e Arrian é identificado por muitos estudiosos como sendo o Senhor Krishna, e por outros como sendo Seu irmão mais velho Baladeva, que foram os ancestrais e as Deidades patrono dos Shoorsainis”.
O feito mais memorável do rei Poros foi a sua luta contra Alexandre, na feroz batalha do rio Hydaspes. Durante a dura, e violenta, batalha Poros negou-se a se render, sendo capturado e, posteriormente, levado a presença de Alexandre. Quando Poros encontrou Alexandre após a batalha pediu a Alexandre que fosse tratado como a um rei. Alexandre então permitiu que Poros continuasse a governar o reino de Paurava como seu sátrapa. Alexandre foi impedido de prosseguir devido ao seu exército, que se amotinou quando confrontado com a oposição ao Império Nanda e seu subordinado Gangaridai. De acordo com o historiador grego Plutarco, o conflito anterior e caro contra o exército muito menor de Poro contribuiu significativamente para seu desconforto. 
Quanto aos macedônios, porém, sua luta com Poro embotou sua coragem e impediu seu avanço na Índia. Por terem feito tudo o que podiam para repelir um inimigo que reunia apenas vinte mil infantaria e dois mil cavalos, eles se opuseram violentamente a Alexandre quando ele insistiu em cruzar também o rio Hidaspes, cuja largura, como eles souberam, era de trinta e dois estádios, sua profundidade era de cem braças, enquanto suas margens do outro lado estavam cobertas por multidões de homens de armas, cavaleiros e elefantes. Pois eles foram informados de que os reis dos Ganderitas e Praesii os esperavam com oitenta mil cavaleiros, duzentos mil homens de infantaria, oito mil carruagens e seis mil elefantes guerreiros. -Plutarco, Vidas Paralelas p. 62
Alexandre morreu no caminho de volta da Índia. A instabilidade que se seguiu à morte de Alexandre resultou em uma luta pelo poder e mudanças dramáticas no governo. Após a morte de Alexandre em 336 a.C seu império foi dividido entre os seus generais. Perdicas, antigo general de Alexandre assumiu a regência após a morte do rei, que após a sua morte em 321 aC o controle da região passou para Antípatro, pai de Cassandro antigo general de Alexandre. Antípatro reconheceu a autoridade de Poros além do rio Indo. Entretanto, Eudemus, general Trácio, que serviu como sátrapa de Alexandre na região de Punjab, provavelmente assassinou Porus. Em 316 a.C, as terras da Macedônia foram conquistadas por Chandragupta Máuria. Depois de se envolver e vencer a guerra Selêucida-Máuria pela supremacia sobre o vale do Indo, Chandragupta ganhou o controle do Panjabe e do Afeganistão dos dias modernos. Esta foi a fundação do Império Máuria, que se tornaria o maior império do subcontinente indiano.

### Império pós-Máuria
Provavelmente os Pauravas foram anexados pela militante República Yaudheya. Após a desintegração do império Máuria, muitas entidades regionais surgiram. As placas de cobre de Taleshwar, encontradas em Almora, afirmavam que os governantes do Reino de Brahmapura pertenciam à linhagem real dos Pauravas. A dinastia Paurava restabelecida de Brahmapur foi fundada por Vishnuverman e floresceu no século VII. Afirma-se que esses reis eram brâmanes em hábitos e práticas.